# Giuseppe Morosini
Giuseppe Morosini (Ferentino, 19 marzo 1913 – Roma, 3 aprile 1944) è stato un presbitero e partigiano italiano.

## Biografia
Entrò giovane nella Congregazione della Missione e fu ordinato sacerdote a San Giovanni in Laterano nel 1937. Nel 1941 fu cappellano militare del 4º reggimento d'artiglieria di stanza a Laurana, ora in Croazia ma all'epoca in provincia di Fiume. Nel 1943 fu trasferito a Roma. Qui assisteva i ragazzi sfollati dalle zone colpite dal conflitto che erano alloggiati nella scuola elementare Ermenegildo Pistelli, situata nel quartiere Della Vittoria.
Dopo l'8 settembre entrò nella Resistenza romana, principalmente come assistente spirituale, ma riuscendo anche ad aiutare concretamente i patrioti, procurando armi e vettovagliamenti. Era in contatto con la "banda Fulvi", comandata da un ufficiale dell'esercito italiano, il tenente Fulvio Mosconi, gruppo che era attivo a Monte Mario e dipendeva dal Fronte Militare Clandestino di Giuseppe Cordero Lanza di Montezemolo.
Ottenne da un ufficiale della Wehrmacht di stanza al monte Soratte il piano delle forze tedesche sul fronte di Cassino, ma, segnalato da un delatore (un certo Dante Bruna, infiltrato dalla Gestapo tra i partigiani di Monte Mario, che fu ricompensato con 70.000 lire), fu arrestato dalle SS il 4 gennaio del 1944 mentre, insieme all'amico Marcello Bucchi, raggiungeva il Collegio Leoniano in via Pompeo Magno 21, nel rione Prati. Fu detenuto a Regina Coeli nella cella n. 382. Morosini venne accusato, oltre che di aver passato agli Alleati la copia della mappa del settore difensivo tedesco davanti a Cassino, anche del possesso di una pistola, rinvenuta tra la sua biancheria, e del deposito di armi ed esplosivi nascosto nello scantinato del Collegio Leoniano.
Nel carcere era rinchiuso, nella stessa cella, Epimenio Liberi, un commerciante ventitreenne nativo di Popoli che aveva partecipato ai combattimenti di Porta San Paolo e che era entrato nella Resistenza nelle file del Partito d'Azione, la cui moglie era in attesa del terzo figlio. I due strinsero amicizia e don Morosini scrisse in carcere, per il bambino che doveva nascere, una celebre Ninna Nanna per soprano e pianoforte. Liberi fu poi ucciso alle Fosse Ardeatine il 24 marzo.
Sottoposto a torture perché rivelasse i nomi dei suoi complici, Morosini non solo non parlò ma, come il Bucchi, cercò anzi di addossarsi ogni colpa del movimento. Il 22 febbraio il tribunale tedesco lo condannò a morte. Nonostante le pressioni esercitate dal Vaticano, fu fucilato il 3 aprile 1944 a Forte Bravetta. Fu accompagnato innanzi al plotone di esecuzione, composto da dodici militari della Polizia dell'Africa Italiana (PAI), dal vescovo Luigi Traglia, che l'aveva ordinato sacerdote sette anni prima. All'ordine di aprire il fuoco, dieci componenti del plotone spararono in aria. Rimasto ferito dai colpi degli altri due, don Morosini fu ucciso dall'ufficiale fascista che comandava l'esecuzione con due colpi di pistola alla nuca.
Sandro Pertini, che era allora anch'egli detenuto al carcere di Regina Coeli, lo incontrò dopo un interrogatorio delle SS. Pertini lasciò questa testimonianza:
Nei suoi occhi brillava una luce viva. La luce della sua fede.
Benedisse il plotone di esecuzione dicendo ad alta voce: "Dio, perdona loro: non sanno quello che fanno", come Cristo sul Golgota. Il ricordo di questo nobilissimo martire vive e vivrà sempre nell'animo mio»
(Roma, 30 giugno 1969)

## Onorificenze
Data conferimento: 15 febbraio 1945

### Riconoscimenti
Il sacrificio di don Morosini è stato ricordato dalle Poste italiane con un'emissione filatelica nel 1997.
La città di Roma gli ha dedicato una piazza, Largo Don Giuseppe Morosini, nel quartiere della Vittoria.

## Filmografia
Il don Pietro del famoso film Roma città aperta di Roberto Rossellini, riassume le figure di don Giuseppe Morosini e di don Pietro Pappagallo, un altro sacerdote che partecipò alla Resistenza romana e che fu ucciso alle Fosse Ardeatine.
Tuttavia la scena della fucilazione del sacerdote a Forte Bravetta fa un chiaro riferimento alla fine di don Morosini.